# Глигоров, Филип
Филип Глигоров (макед. Филип Глигоров; род. 31 июля 1993, Скопье) — северомакедонский футболист, защитник косовского клуба «Феризай».

## Карьера
В июле 2021 года перешёл в албанский клуб «Партизани».
В январе 2022 года стал игроком албанского клуба «Кукеси».
В августе 2022 года подписал контракт с клубом «Шахтёр» Караганда.

## Достижения
«Работнички»
- Финалист Кубка Северной Македонии: 2011/12

«Олимпик» Сараево
- Обладатель Кубка Боснии и Герцеговины: 2014/15

«Шкупи»
- Серебряный призёр чемпионата Северной Македонии: 2020/21

## Клубная статистика
| Игровая карьера | Игровая карьера    | Игровая карьера | Лига | Лига | Кубок | Кубок | Межд. | Межд. | Др. | Др. |
| --------------- | ------------------ | --------------- | ---- | ---- | ----- | ----- | ----- | ----- | --- | --- |
| 2020/21         | Шкупи              | А               | 28   | 1    | 1     | 0     | 1     | 0     | —   | —   |
| 2021/22         | Партизани          | А               | 7    | 0    | 3     | 0     | 4     | 0     | —   | —   |
| 2021/22         | Кукеси             | А               | 19   | 1    | —     | —     | —     | —     | —   | —   |
| 2022            | Шахтёр (Караганда) | А               | 10   | 0    | 1     | 0     | —     | —     | —   | —   |